# Människans härledning och könsurvalet
Människans härledning och könsurvalet (även känd som Om människans härledning, Människans härstamning och Människans härkomst [och könsurvalet]) är en bok av Charles Darwin. Den publicerades ursprungligen på engelska med titeln The Descent of Man, and Selection in Relation to Sex (1871) och utnyttjar evolutionsläran till att förklara naturligt urval och människans utveckling.

## Struktur
Boken använder härledning (engelska: descent) i betydelsen linjär härstamning med förfäder och ättlingar

## Historik

### Bakgrund och skapandeprocess
I sin mer kända bok Om arternas uppkomst (1859) undvek Darwin nogsamt att mer än antyda något om människans ursprung. I stället fick det bli en egen bok om människan, i vilken Darwin även publicerade sina teorier kring könsurval. Först 1871 vågade han publicera de här teorierna i bokform, där han placerar människan i toppen av djurrikets "rangordning", men ändock som ett däggdjur bland andra.
Darwin skickade kapitel till sin dotter Henrietta för textredigering, för att försäkra sig om att flera var inblandade i författandet i hans potentiellt kontroversiella bok, och han inhämtade även råd från sin hustru Emma. Djurillustratören T. W. Wood stod för många av bokens diagram och illustrationer. Det rättade bokmanuset skickades den 15 januari 1871 till förläggaren John Murray, och resultatet kom den 24 februari samma år ut som två 450-sidiga volymer. Darwin insisterade på att de båda böckerna var del av ett och samma verk.
Tre veckor efter utgivningen av den första upplagan beställdes en ny tryckning, och i slutet av mars 1871 hade totalt 4 500 exemplar tryckts. Darwins namn skapade efterfrågan på boken, men idéerna i den var inte helt nya. "Alla talade om den utan att chockas", något som Darwin såg som "bevis på ett allt mer frisinnat engelskt samhälle".

### Mottagande och översättningar

Satirteckning i den brittiska tidningen The Hornet strax efter bokens utgivning, där Darwin liknades vid 'En vördnadsvärd orangutang'.

Strax efter utgivningen av boken, publicerade den brittiska satirtidskriften The Hornet (22 mars 1871) en karikatyr av Darwin som apa. Den bifogade bildtexten löd, i översättning till svenska, 'En vördnadsvärd orangutang, ett bidrag till onaturlig historia'.
Boken har översatts till ett stort antal språk. På svenska utkom den 1872 i två band, på Albert Bonniers förlag. Titeln var Menniskans härledning ochustrun ERmma.h könsurvalet, på bokryggen endast noterad som Menniskans härledning. Den förra delen – betitlad "Menniskans härledning eller ursprung" – innehöll då kapitel I till VII, medan den "Senare delen" – "Könsurvalet" – presenterade kapitel VIII till XXI. Den svenska översättningen av boken kom året efter att Om arternas uppkomst (utgiven i original redan 1859) kommit i svensk utgåva.

## Innehåll
Nedan listas bokens olika kapitel. De är hämtade från den första svenska översättningen, endast uppdaterade till modern svenska.
- Förra delen – Människans härledning eller ursprung
  - I. Bevis för människans härledning från någon lägre form
  - II + III. Jämförelse mellan människans och de lägre djurens själsförmögenheter
  - IV. Sättet för människans utveckling från någon lägre form
  - V. De intellektuella och moraliska förmögenheternas utveckling under förhistoriska och civiliserade tidrymder
  - VI. Om människans frändskaper och släktledning
  - VII. Människoraserna
- Senare delen – Könsurvalet
  - VIII. Principer för könsurvalet
  - IX. Sekundära könskaraktärer inom djurrikets lägre klasser
  - X. + XI. Insekternas sekundära könskaraktärer
  - XII. Sekundära könskaraktärer hos fiskar, amfibier och reptiler
  - XIII + XIV + XV + XVI. Sekundära könskaraktärer hos fåglarna
  - XVII + XVIII. Sekundära könskaraktärer hos däggdjur
  - XIX + XX. Sekundäre könskaraktärer hos människan
  - XI. Allmän sammanfattning och slutanmärkningar